# Legislatura Estatal de Luisiana
La Legislatura Estatal de Luisiana (en inglés: Louisiana State Legislature, en francés: Législature d'État de Louisiane) es la legislatura estatal (órgano encargado del Poder legislativo) del estado de Luisiana, en Estados Unidos. Es un organismo bicameral, que comprende la cámara baja, la Cámara de Representantes de Luisiana con 105 representantes y la cámara alta, el Senado del Estado de Luisiana con 39 senadores. Los miembros de cada cámara se eligen de distritos uninominales de poblaciones aproximadamente iguales.
La Legislatura del Estado se reúne en el Capitolio del Estado de Luisiana, en Baton Rouge .

## Condiciones
Los miembros de ambas cámaras de la legislatura sirven un término de cuatro años, con un límite de término de tres términos (doce años). Los límites de los mandatos fueron aprobados por los votantes estatales en un referéndum constitucional en 1995 y posteriormente se agregaron como Artículo III, §4, de la Constitución de Luisiana . En 2007, algunos legisladores habían cumplido sus mandatos máximos y no pudieron volver a postularse, por lo que "se les calificó de destituidos". Los límites de mandato son consecutivos y no de por vida.

## Oficiales
Los oficiales de cada cámara de la Legislatura son elegidos al comienzo de cada período para servir por períodos de cuatro años. La Cámara de Representantes de Louisiana elige de entre sus miembros a un Portavoz y un Portavoz pro tempore. Aunque el procedimiento no es un mandato constitucional, tradicionalmente el gobernador de Louisiana recomienda al presidente de la Cámara. El presidente actual, Clay Schexnayder, republicano, preside la Cámara. La Cámara también elige a su funcionario administrativo principal, el secretario de la Cámara, que no es un miembro electo. El Senado de Luisiana elige a su presidente, el presidente del Senado, entre sus miembros; el cargo también es recomendado tradicionalmente por el gobernador. El presidente actual es Page Cortez . Cada cámara prevé la elección de sus funcionarios.
Desde 1853 hasta la adopción de la constitución de Luisiana de 1974, el vicegobernador fue designado para presidir el Senado de Luisiana. En el siglo XXI, el Vicegobernador ejerció los poderes que le delega el Gobernador según lo dispuesto por la ley. También se desempeña como gobernador en caso de una vacante en la oficina, si el gobernador no puede actuar como gobernador o está fuera del estado. Dado que el vicegobernador ya no se desempeña como presidente del Senado, ha sido nombrado miembro ex officio de cada comité, junta y comisión en la que sirve el gobernador. (Constitución de Luisiana, Artículo IV, Sección 6) Además, el Vicegobernador se desempeña como jefe del Departamento de Cultura, Recreación y Turismo de Luisiana.

## Sesiones y quórum
Se requiere que la legislatura se reúna en el capitolio del estado en Baton Rouge para sesiones anuales regulares. En los años pares, una sesión general se convoca al mediodía del segundo lunes de marzo para extenderse por no más de 60 días legislativos durante un período de 85 días. En los años impares, una sesión de jurisdicción limitada se convoca al mediodía del segundo lunes de abril por no más de 45 días legislativos durante un período de 60 días. La legislatura también puede convocar para sesiones extraordinarias y para sesiones con veto. La legislatura debe reunirse en sesión organizativa, que no puede exceder de tres días, en la fecha en que sus miembros toman posesión. Una sesión especial puede ser convocada por el gobernador o puede ser convocada por los presidentes de ambas cámaras mediante una petición por escrito de la mayoría de los miembros electos de cada cámara. Una sesión especial está limitada a la cantidad de días indicada en la proclamación, sin exceder los 30 días. El poder de legislar en una sesión especial se limita a los objetos específicamente enumerados en la proclamación.
Para constituir el quórum, ambas cámaras requieren una mayoría de miembros presentes; 53 miembros de la Cámara de Representantes y 20 miembros del Senado. Un número menor puede suspender la sesión de un día a otro y puede obligar a que asistan miembros ausentes. Se requiere que cada cámara también lleve un diario de sus procedimientos y lo publique inmediatamente después del cierre de cada sesión.

## Inmunidad política
Los miembros de ambas cámaras de la Legislatura del Estado están libres de arresto, excepto por delitos graves, durante su asistencia a las sesiones y reuniones del comité de su casa y mientras van hacia y desde ellos. Ningún miembro puede ser interrogado en ningún otro lugar por ningún discurso en ninguna de las cámaras.

## Poderes de veto
El gobernador de Luisiana tiene el poder del veto de partidas individuales . Sin embargo, la legislatura tiene el poder constitucional de anular el veto de un gobernador con un voto de dos tercios de cada cámara.